# Le Pontet (Vaucluse)
 Le Pontet  es una población y comuna francesa, en la región de Provenza-Alpes-Costa Azul, departamento de Vaucluse, en el distrito de Aviñón y cantón de Avignon-Nord.
La comuna se formó en 1925 a partir de Aviñón.
Está integrada en la Communauté d'agglomération du Grand Avignon.

## Demografía
| ... | ... | ... | ... | ... | ... | ... | ... | ... | ... | ... | ... | ... | ... | ... | ... | ... | ... | ... | ... | ... | 2 407 | 2 683 | 2 946 | 3 164 | 3 679 | 5 080 | 8 178 | 10 465 | 12 920 | 15 688 | 15 594 | 17 531 |
| Para los censos de 1962 a 1999 la población legal corresponde a la población sin duplicidades (Fuente: INSEE [Consultar]) |     |     |     |     |     |     |     |     |     |     |     |     |     |     |     |     |     |     |     |     |       |       |       |       |       |       |       |        |        |        |        |        |

Forma parte de la aglomeración urbana de Aviñón.

## Hermanamientos
Hochheim am Main (Alemania), desde 1986.